# Dokumentacja

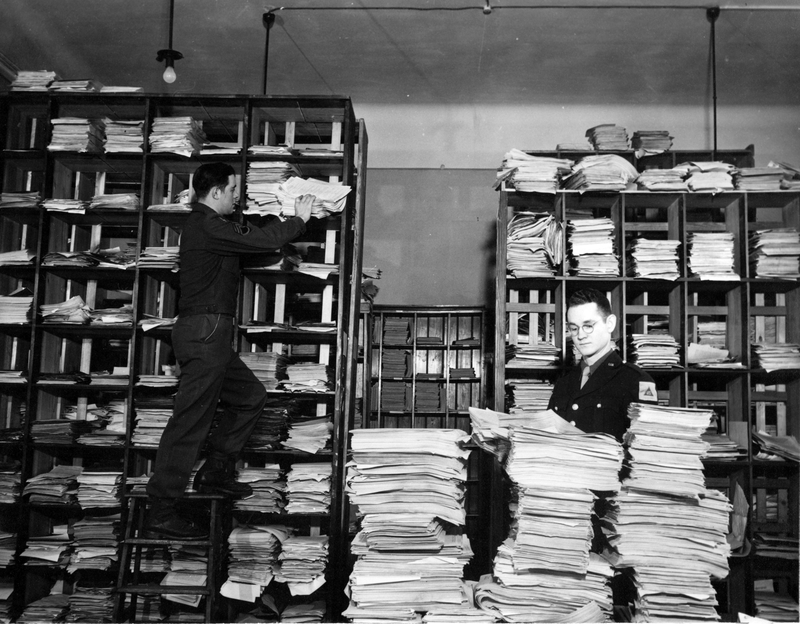
Dokumentacja procesów norymberskich (1945)

Dokumentacja – zbiór dokumentów ustanowiony ze względu na wspólny temat, np. dotyczących danego obiektu, problemu lub zadania. Inaczej, to działalność informacyjna (albo jej część) związana z opracowywaniem i gromadzeniem dokumentów, zbiór bądź spis dokumentów o pewnym zagadnieniu bądź dobranych wg innych kryteriów.
Według słownika języka polskiego PWN dokumentacja to zbiór dokumentów mających wartość dowodową, informacyjną lub opisową, gromadzenie lub tworzenie takich dokumentów.